# Guavina guavina
Guavina guavina är en fiskart som först beskrevs av Valenciennes, 1837.  Guavina guavina ingår i släktet Guavina och familjen Eleotridae. Inga underarter finns listade i Catalogue of Life.